# Clan Giuliano
Pour les articles homonymes, voir Giuliano.
Le clan Giuliano est une association criminelle liée à la Camorra présente à Naples. Il opère dans les zones centrales de la ville, surtout dans le quartier de Forcella. Le clan a été parmi les plus puissants de toute la Campanie des années 1970 - 1990.

## Histoire
La dynastie de la famille Giuliano est liée à la contrebande de cigarettes. L'ancêtre de la famille Pio Vittorio Giuliano (1928-2009) était un contrebandier de cigarettes et leader des affaires de famille impliquées dans le monde criminel . Pio Vittorio a eu, avec son épouse  Gemma Sacco, 11 fils (6 garçons et 3 filles) 
Les frères Giuliano se sont familiarisés avec la contrebande dans les années d'après-guerre, dans le contexte de la pègre urbaine.

### Descendance
- Nunzio Giuliano (1948 - 2005), sans rapport avec les affaires illicites de la famille et publiquement dissocié, il a pourtant été tué.
- Luigi Giuliano (1949), dit Lovegino ou o Rre (Le Roi) ou Boss dagli occhi di Ghiaccio (« patron aux yeux de glace »), futur  repenti de la Camorra[3].
- Guglielmo Giuliano (1951), dit o Stuorto (« le boiteux » ), chef historique de Forcella, figure parmi les premiers à collaborer avec la justice.
- Carmine Giuliano (30 mars 1953 - 2 juillet 2004), dit o Lione (« Le Lion ») il décéda d'un cancer en 2004).
- Salvatore Giuliano (1954), dit o Muntone.
- Erminia Giuliano (1955), connue sous le nom de Celeste (bleu-ciel) pour la couleur de ses yeux[4].
- Anna Giuliano.
- Patrizia Giuliano.
- Silvana Giuliano.
- Antonietta Giuliano.
- Raffaele Giuliano (1969), dit o Zui.

## Les années 1980 et 1990
Le clan a été dirigé par les fils de Pio, Vittorio Giuliano à partir de la fin des années 1970 et tout au long des années 1980 et  1990. Dans les années 1980, cependant, la figure de Luigi Giuliano a émergé, devenant pour le chef (« o Rre »).
Luigi est rejoint par ses frères Guglielmo (« o Stuorto »), Salvatore (« o Muntone »), Carmine (« o Lione ») et Raffaele (« o Zui »). Le seul fils de l'ancêtre Pio Vittorio qui reste en dehors du commerce illicite est le fils aîné Nunzio. Après la mort de son fils Pio Vittorio, homonyme de son grand-père, par surdose d'héroïne, Nunzio décide aussi de se dissocier de la famille, finissant néanmoins par être tué en via Tasso à Naples en 2005, ses assassins n'étant pas identifiés.
Erminia Giuliano, sœur de Luigi appelée « Celeste », mariée à Giuseppe Roberti est aussi active dans les affaires criminelles de la famille et prend la tête du clan après l'arrestation de ses frères. Roberti finit en prison pour le meurtre de Nicola Gatti un jeune garçon de dix-huit (1993), personne de confiance de la famille, chargé de veiller sur les filles mineures du couple, Gemma et Milena. Il fut attiré  par Giuseppe Roberti sur un bateau à moteur, au large de Mergellina, et là il a été assommé avec une massue et jeté à la mer attachée à une ancre. Son corps n'a pas été retrouvé et c'est en 2010, grâce aux révélations de  repentis, que sa fin a été reconstituée. 
Entre les années 1980 et 1990, les frères Giuliano sont les maîtres de la ville, propriétaires de boutiques, de restaurants et de boîtes de nuit. Lovegino est le chef du crime en Campanie, contrôlant un clan qui gagne avec la drogue, l’extorsion, la prostitution, l’usure et la contrebande de cigarettes  des dizaines de milliards de dollars par an . La famille s'adonne au luxe et aux événements mondains comme le montrent les photos publiées à la fin des années 1980 qui représentent Diego Maradona avec certains des frères Giuliano,. 
Pendant la querelle entre la Nouvelle Camorra Organisée (Nuova Camorra Organizzata)  et la Nouvelle Famille (Nuova Famiglia) dans la première moitié des années 1980 le clan a travaillé pour anéantir Raffaele Cutolo, fondateur et chef de la Nouvelle Camorra Organisée. Dans ce contexte, les frères Giuliano entrent  dans l'organisation appelée Nuova Famiglia, créée dans le but de détruire Cutolo .
Les nombreux conflits entre les années 1980 et 1990 contre le Clan Contini, le Clan Licciardi, la famille Lo Russo, les Misso et les Mazzarella affaiblissent le clan Giuliano, et les nombreux repentis des principaux patrons font progressivement perdre du poids à ce Clan  puissant de la Camorra.

## Années 2000
Le clan Giuliano a été dirigé par Luigi Giuliano pendant près de trente ans. Cependant, il a été arrêté au début de l'année 2000 et sa sœur, Erminia Giuliano, lui a succédé]. Erminia est devenue le patron parce que le seul héritier masculin direct de l'entreprise familiale qui n'était pas encore emprisonné était jugé inapte. Erminia a été classée parmi les 30 criminels les plus dangereux d'Italie et a finalement été arrêtée le 23 décembre 2000, après avoir été une fugitive pendant plus de 10 mois.
En septembre 2002, Luigi Giuliano a décidé de collaborer avec les autorités italiennes devenant repenti, portant un nouveau coup à son organisation. En 2006, son fils Giovanni Giuliano a été tué en représailles.
Le conflit qui semble alors avoir mis fin au clan Giuliano a commencé lorsqu'une jeune génération a tenté d'accéder au pouvoir. Contre eux, oncles et cousins, mais aussi Michele Mazzarella, jeune fils du patron de San Giovanni a Teduccio, Vincenzo, qui a rejoint la famille de Forcella pour avoir épousé Marianna (fille de Luigi et Carmela Marzano). La scission au sein de l'organisation et surtout au sein de la famille est inévitable. Dans ce contexte, doit être inséré aussi le meurtre de la jeune Annalisa Durante, tuée par erreur le 27 mars 2004 dans une ruelle de Forcella.

## Les faides au sein du clan
Le clan a connu deux faides internes à partir des années 1990, qui impliquaient certains membres de la famille Giuliano et leurs proches, et une troisième querelle, dans le contexte d'une guerre de Camorra, pendant la première décennie des années 2000
Première faide de Forcella
Également appelée querelle entre la Forcella supérieure et la Forcella inférieure (faida tra la Forcella di sopra e la Forcella di sotto), est un affrontement interne du clan Giuliano qui a eu lieu au milieu des années 1990 ; d'une part les fils de Pio Vittorio Giuliano, de l'autre les fils de Giuseppe Giuliano, Ciro (o Barone) Giuliano et Luigi ( a Zecchetella) Giuliano (cousin du même nom de  'o Rre). Parmi les autres, le patriarche Giuseppe, dit zì Peppe, soixante-trois ans, a été tué dans une embuscade  à Forcella le 9 juillet 1998.
Deuxième faide de Forcella
Celle-ci éclata à la suite de l'avènement de la Mazzarella à Forcella (après le mariage entre Michele Mazzarella, fils du patron Vincenzo, et Marianna Giuliano, fille du patron Luigi) ; certains membres du Clan Giuliano (dont Ciro « 'o Barone » Giuliano) n'acceptèrent pas l'arrivée des Mazzarella. Portant la scission au sein de l'organisation  et de la famille. Cette querelle a conduit aux meurtres du même Ciro Giuliano et d'Annalisa Durante, une victime  de 14 ans décédée dans une embuscade.
Troisième faide de Forcella
Celle-ci  commence fin mars 2013 et se termine le 2 juillet 2015 avec le meurtre du baby-boss Emanuele Sibillo (octobre 1995 - 2 juillet 2015), la querelle a vu le clan Mazzarella, le clan Del Prete et le clan Buonerba contre la Paranza dei bambini une organisation criminelle ainsi appelée  en raison du très jeune âge de ses membres appartenant à un cartel de la Camorra formé par les jeunes de la famille Giuliano, flanqué par les clans Sibillo, Brunetti et Amirante,  et soutenu extérieurement par le groupe Rinaldi de San Giovanni a Teduccio, pour le contrôle des quartiers de Forcella, Maddalena et Duchesca. La querelle s'est terminée par la victoire de la Paranza dei bambini et l'expulsion de la Mazzarella à San Giovanni, malgré l'embuscade meurtrière contre Emanuele Sibillo.

### Troisième génération du Giuliano
À la suite d'opérations menées contre les clans de Forcella, en particulier contre certains groupes composés de jeunes ou très jeunes, la présence parmi eux de membres du Clan Giuliano devient évidente. Des enquêtes montrent qu'ils faisaient partie d'un cartel avec le clan Amirante-Brunetti-Sibillo visant à éloigner les Mazzarella- Del Prete-Buonerba. Les observateurs et les journalistes parlent de la « troisième génération du Giuliano »,.

## Le déclin
Après les arrestations et la désolidarisation de la plupart des chefs historiques du clan Giuliano dans les années 2000, le clan Mazzarella, profitant du vide de pouvoir laissé, commence à étendre ses territoires jusqu'au centre de la ville, ce qui, dans les années 2010, conduit à une guerre entre la «  troisième génération de la famille Giuliano » et les Mazzarella. La troisième génération des Giuliano avec d'autres petits groupes fédérés, comme les Amirante-Brunetti-Sibillo est surnommée par les médias «  Paranza dei bambini » . Après des années de guerre, en 2015, la justice italienne porte un grand coup à la Paranza dei bambini, en arrêtant la quasi-totalité du groupe. En 2019, le groupe Giuliano-Amirante-Sibillo, dit Paranza dei bambini, en raison du jeune âge de ses affiliés, est toujours actif, mais fortement affaibli.

## Les repentis
Outre Luigi Giuliano, les deux frères de Luigi, Guglielmo et Raffaele, s'étaient déjà repentis.
En 2004, le frère Carmine est mort d'un cancer à la gorge et en 2005 un autre des frères, Nunzio, a été tué. Le 7 décembre 2006, le fils du patron, Giovanni Giuliano, qui avait précédemment refusé le programme de protection, a été tué.